# Nguyễn Văn Nghi (nhà Lê)
Nguyễn Văn Nghi (1515-1584), người làng Ngọc Bôi, xã Đông Thanh, huyện Đông Sơn, Thanh Hóa, là một danh nho tiêu biểu thời Lê Trung Hưng.

## Sự nghiệp
Xuất thân trong gia đình khoa bảng, có cha và anh đều là quan lại. Năm 39 tuổi, Nguyễn Văn Nghi thi đỗ Nhất giáp Chế khoa Giáp Dần (1554), đời Lê Trung Tông.
Sau khi thi đỗ, Nguyễn Văn Nghi được chúa Trịnh Kiểm bổ nhiệm chức Hiệu lý Viện hàn lâm. Đến năm 1556 thời Lê Anh Tông, ông được chọn vào cung giáo huấn hoàng đế và được trọng dụng. Kế đó, ông lần lượt giữ nhiều chức vụ quan trọng như Cấp sự trong viện Hàn lâm, Tả thị lang bộ Binh, Tống kí lục chính dinh.
Sang năm 1580 đời Lê Thế Tông, ông làm Tả thị lang bộ Lại, vào hầu trong điện Kính Thiên và kiêm Đông các học sĩ. Bởi Lê Thế Tông còn ít tuổi nên Nguyễn Văn Nghi được mời ra dạy dỗ.
Nhờ tài đức, Nguyễn Văn Nghi được ba đời vua Lê tin dùng. Ông được xem là thầy dạy của hai vị vua Lê Anh Tông và Lê Thế Tông. Khi mất năm 1584, thọ 69 tuổi, ông được Lê Thế Tông truy tặng Thượng thư bộ Công, tước Thái Bảo và được ban thụy hiệu Phúc Khê tướng công và ban cho 30 mẫu ruộng dùng thu lộc lo hương hỏa. Dân làng lập đền thờ ông, đền thờ Nguyễn Văn Nghi vẫn tồn tại đến ngày nay và là một di tích quốc gia được công nhận.

## Gia đình
Ông Nguyễn Văn Nghi có một con trai tên là Khải làm đến chức Binh bộ Thượng thư và là bậc Quốc lão của nhà Hậu Lê. Ngoài ra, một cháu nội của ông là là Nguyễn Văn Lễ, đỗ Hoàng giáp khoa Nhâm Dần (1602, đời Lê Kính Tông) sau làm đến Hàn lâm viện hiệu lý. Ngoài ra ông còn cháu ngoại tên là Lê Khắc Tuy làm tới chức tri phủ Hà Trung.

## Nhận định
Sử gia Phan Huy Chú nhận định về ông như sau:
Ông là bậc danh nho đỗ cao, được ba vua tri ngộ, sự nghiệp và tiếng tăm hơn cả các Nho thần đầu thời trung hưng.